# Thinking ’Bout You
«Thinking ’Bout You» — песня американского кантри-музыканта Дастина Линча при участии Маккензи Портер, вышедшая 3 мая 2021 года в качестве пятого сингла с его четвёртого студийного альбома Tullahoma (2021).

## История
Линч написал песню в соавторстве с Andy Albert, Hunter Phelps и Will Weatherly для своего четвёртого студийного Tullahoma. Песня построена как диалог между бывшими партнерами и представляет собой первый настоящий дуэт, записанный Линчем.
Изначально он был записан как дуэт Линча и Лорен Элейн. Когда песня была выбрана в качестве следующего сингла с «Tullahoma», оказалось, что Элейна недавно выпустила свой последний (на тот момент) сингл «Getting Over Him» с Джоном Парди и звукозаписывающий лейбл Universal Music Group Nashville певицы был обеспокоен тем, что у неё на радио одновременно и конкурентно выступали два дуэта. В качестве компромисса между артистами «Thinking ’Bout You» была перезаписана для выпуска сингла. Линч провел слепое прослушивание для поиска новой вокалистки и в конечном итоге выбрал канадскую певицу и актрису Маккензи Портер в качестве своего нового партнера по дуэту. Ремикс с Портер был выпущен для цифровых ритейлеров и потоковых сервисов 19 марта 2021 года, а 3 мая 2021 года был запущен на американском кантри-радио.

## Отзывы
Маркос Пападатос из Digital Journal похвалил сочетание голосов Линча и Портер и назвал песню «запоминающейся и достойной кнопки повтора». Off the Record UK написал, что в «страстном эмоциональном дуэте» были «душераздирающие хуки и запоминающийся вокал».

## Коммерческий успех
В США «Thinking ’Bout You» достиг первого места в кантри-чарте Billboard Country Airplay (8-й чарттоппер Линча и шесть недель лидерства) и второго места в чарте Hot Country Songs. Ранее Линч лидировал в радиочарте Country Airplay с синглами «Ridin' Roads» (1 неделя на № 1 в январе 2020 года, его 7-й чарттоппер), «Good Girl» (1, январь 2019), «Small Town Boy» (4 недели на № 1 в сентябре 2017); «Seein’ Red» (одна неделя, февраль 2017); «Mind Reader» (1, июнь 2016); «Hell of a Night» (1, сентябрь 2015); «Where It’s At (Yep, Yep)» (2 недели, сентябрь-октябрь 2014).
Также сингл установил рекорд в 27 недель (на 23 апреля 2022 года) нахождения в Топ-10 Country Airplay (с 1990), ранее принадлежавший «If I Didn’t Love You» (26 недель) дуэта Джейсона Олдина и Кэрри Андервуд. Третье место в 23 недели у песни «Famous Friends» дуэта Криса Янга и Кейна Брауна, 4-5-е места с 21 неделями в Топ-10 у «Amazed» (Lonestar, 8 недель № 1 в 1999) и «Yours» (Russell Dickerson, 2, 2018).

## Музыкальное видео
Премьера сопутствующего музыкального видео состоялась 19 марта 2021 года одновременно с цифровым релизом ремикса. Режиссёр Джастин Нолан Ки снял «кинематографическое» видео, основанное на разговорной тональности песни и показывает Линча и Портер в роли бывших любовников, беседующих по телефону.

## Концертные исполнения
Линч и Портер дали своё совместное живое исполнение песни в программе Bobby Bones Show в марте 2021 года, а в ноябре на вечернем телешоу «Джимми Киммел в прямом эфире» и на церемонии вручения награды Canadian Country Music Association (CCMA) Awards в канадском Лондоне (провинция Онтарио).

## Чарты
| Чарт (2021—2022)                    | Высшая позиция |
| ----------------------------------- | -------------- |
| Австралия (Country Hot 50, TMN)     | 11             |
| Канада (Billboard Canadian Hot 100) | 46             |
| Канада (Billboard Country)          | 2              |
| США (Billboard Hot 100)             | 30             |
| США (Billboard Country Airplay)     | 1              |
| США (Billboard Hot Country Songs)   | 2              |

| Чарт (2021)                        | Позиция |
| ---------------------------------- | ------- |
| США (Country Airplay, Billboard)   | 58      |
| США (Hot Country Songs, Billboard) | 59      |

| Чарт (2022)                        | Позиция |
| ---------------------------------- | ------- |
| США (Country Airplay, Billboard)   | 2       |
| США (Hot Country Songs, Billboard) | 26      |
| США (Radio Songs, Billboard)       | 50      |

## Сертификации
| Регион                                                                      | Сертификация  | Продажи   |
| --------------------------------------------------------------------------- | ------------- | --------- |
| Канада (Music Canada)                                                       | 2× Платиновый | 160 000   |
| США (RIAA)                                                                  | 2× Платиновый | 2 000 000 |
| Данные о продажах + прослушиваниях приведены только на основе сертификации. |               |           |